# Памятники Тбилиси
Памятники Тбилиси

## Исторические памятники
| N | Персона          | Скульптор   | Дата установки | Местонахождение | Фото |
| - | ---------------- | ----------- | -------------- | --------------- | ---- |
| 1 | Памятник Свободе | З. Церетели | 23 ноября 2006 | площадь Свободы |      |

## Памятники историческим личностям
| N  | Персона                           | Скульптор                                                       | Дата установки | Местонахождение                            | Фото                     |
| -- | --------------------------------- | --------------------------------------------------------------- | -------------- | ------------------------------------------ | ------------------------ |
| 1  | Вахтанг Горгасали                 | скульптор Э. Амашукели, архитекторы Т. Канделаки, Д. Морбедадзе | 1967           | Метехи                                     |                          |
| 2  | А. С. Пушкин                      | Ф. Ходорович                                                    | 1892           | ул. Пушкина                                |                          |
| 3  | Н. В. Гоголь                      | Ф. Ходорович                                                    | 1904           | Парк 9 апреля, исчез в начале 1990-х годов |                          |
| 4  | А. Р. Церетели                    | Я. Николадзе                                                    | 1922           | сквер Театра оперы и балета                |                          |
| 5  | И. Ингороква                      | Я. Николадзе                                                    | 1923           | Парк 9 апреля                              |                          |
| 6  | Ладо Кецховели                    | В. Топуридзе                                                    | 1936           | Парк 9 апреля                              | Демонтирован в 1998 году |
| 7  | Акакий Церетели и Илья Чавчавадзе | Скульпторы В. Топуридзе, Ш. Микатадзе, архитектор К. Чхеидзе    | 1958           | Проспект Шота Руставели, 10                |                          |
| 8  | Саят-Нова                         | Скульпторы Гиа Джапаридзе и Каха Коридзе                        | 2009           | Площадь Вахтанга Горгасали                 |                          |
| 9  | Сергей Параджанов                 | Скульптор Важа Микаберидзе                                      | 2004           | улица Ватный ряд, 12                       |                          |
| 10 | Тарас Шевченко                    |                                                                 |                |                                            | [ 2 ]                    |
| 11 | Иетим Гурджи                      | Скульптор Дмитрий Микатадзе                                     | 1985           | Набережная Куры                            |                          |

## Тематические памятники
| N | Тематика      | Скульптор      | Дата установки                                           | Местонахождение | Фото |
| - | ------------- | -------------- | -------------------------------------------------------- | --------------- | ---- |
| 1 | «Мать Грузия» | Э. Амашукели   | 1958, в 1963 году материал памятника заменён на алюминий | холм Сололаки   |      |
| 2 | «Берикаоба»   | А. Монаселидзе | 1981                                                     | Бараташвили ул. |      |

## Снесённые памятники
| N | Персона        | Скульптор                                                                        | Дата установки | Местонахождение                                              | Фото |
| - | -------------- | -------------------------------------------------------------------------------- | -------------- | ------------------------------------------------------------ | ---- |
| 1 | М. С. Воронцов | Н. Пименов, В. Крейтан, архитектор О. Симонсон                                   | 1867           | Саарбрюкенская площадь, снесён в 1922 году                   |      |
| 1 | В. И. Ленин    | В. Топуридзе, архитекторы Ш. Кавлашвили, Г. Мелкадзе, Г. Хечинашвили, К. Чхеидзе | 1956           | Площадь Ленина (ныне — Свободы), снесён 28 августа 1990 года |      |